# Polanówka (powiat opolski)
Polanówka – wieś w Polsce położona w województwie lubelskim, w powiecie opolskim, w gminie Wilków.
W latach 1975–1998 miejscowość należała administracyjnie do województwa lubelskiego.
Wieś stanowi sołectwo w gminie Wilków. Według Narodowego Spisu Powszechnego z roku 2011 wieś liczyła 112 mieszkańców.
We wsi znajduje się kaplica św. Barbary z 1743 roku, przebudowana w 1838.
Na południe od wsi znajduje się wąskotorowy przystanek kolejowy o tej samej nazwie.
Wierni Kościoła rzymskokatolickiego należą do parafii św. Floriana i św. Urszuli w Wilkowie.

## Urodzeni w Polanówce
- Józef Gosławski (1908–1963) – rzeźbiarz i medalier, projektant monet i pomników[11].
- Adam Lech Sołtan, herbu Sołtan (ur. 24 września 1898, zm. 1940 w Charkowie) – major dyplomowany kawalerii Wojska Polskiego.